# ルックイエン県
ルックイエン県（ルックイエンけん、ベトナム語：Huyện Lục Yên / 縣陸安?）は、ベトナム社会主義共和国イエンバイ省の県である。面積は807km²、人口は102,946人（2009年）である。

## 行政区画
1市鎮23社を管轄する。